# Contea di Linquan
La contea di Linquan (临泉县S, Línquán XiànP) è una contea della Cina, situata nella provincia dell'Anhui.